# 玉置晴一
玉置 晴一（たまおき せいいち、1982年4月26日 - ）は、愛媛県出身の元サッカー選手。現役時代のポジションは、ミッドフィールダー。

## 来歴
今治工業高校卒業後の2001年、当時J2の川崎フロンターレに入団した。だが、怪我で1試合も出場せず、2003年に戦力外通告を受け現役引退。
2005年より、フロンターレの指導者としてサッカーに関わる仕事をしている。

## 所属クラブ
- 今治市立常盤小学校
- 今治市立日吉中学校
- 1998年 - 2000年 愛媛県立今治工業高等学校
- 2001年 - 2003年 川崎フロンターレ

## 個人成績
| 国内大会個人成績 | 国内大会個人成績 | 国内大会個人成績 | 国内大会個人成績 | 国内大会個人成績 | 国内大会個人成績 | 国内大会個人成績 | 国内大会個人成績 | 国内大会個人成績 | 国内大会個人成績 | 国内大会個人成績 | 国内大会個人成績 |
| 年度             | クラブ           | 背番号           | リーグ           | リーグ戦         | リーグ戦         | リーグ杯         | リーグ杯         | オープン杯       | オープン杯       | 期間通算         | 期間通算         |
| 年度             | クラブ           | 背番号           | リーグ           | 出場             | 得点             | 出場             | 得点             | 出場             | 得点             | 出場             | 得点             |
| 日本             | 日本             | 日本             | 日本             | リーグ戦         | リーグ戦         | リーグ杯         | リーグ杯         | 天皇杯           | 天皇杯           | 期間通算         | 期間通算         |
| ---------------- | ---------------- | ---------------- | ---------------- | ---------------- | ---------------- | ---------------- | ---------------- | ---------------- | ---------------- | ---------------- | ---------------- |
| 2001             | 川崎             | 26               | J2               | 0                | 0                | 0                | 0                | 0                | 0                | 0                | 0                |
| 2002             | 川崎             | 23               | J2               | 0                | 0                | -                | -                | 0                | 0                | 0                | 0                |
| 2003             | 川崎             | 23               | J2               | 0                | 0                | -                | -                | 0                | 0                | 0                | 0                |
| 通算             | 日本             | 日本             | J2               | 0                | 0                | 0                | 0                | 0                | 0                | 0                | 0                |
| 総通算           | 総通算           | 総通算           | 総通算           | 0                | 0                | 0                | 0                | 0                | 0                | 0                | 0                |

## 指導歴
- 2004年 バディSC コーチ
- 2005年 - 川崎フロンターレ
  - 2005年 スクールコーチ
  - 2006年 U-12コーチ兼4種川崎市トレセンコーチ
  - 2007年 - 2012年 U-10監督兼4種川崎市トレセンコーチ
  - 2013年 U-12 監督
  - 2014年 スクール・普及コーチ 鷺沼スクールマスター
  - 2015年 - 2017年 U-12 コーチ
  - 2018年 - 2019年 U-15 コーチ
  - 2020年 - 2022年 U-15 監督
  - 2023年 - 2024年 U-18 コーチ
  - 2025年 - U-15等々力 監督